# Gerd Andersson
Gerd Gunvor Andersson (nacida el 11 de junio de 1932) es una actriz de cine sueca. Nació en Estocolmo, Suecia y es la hermana de Bibi Andersson y la madre de Lars Bethke.
Andersson estudió en la Royal Swedish Ballet School y fue ascendida a bailarina principal en 1958. Bailó en varios papeles clásicos incluyendo Giselle y creó el papel principal en Echoing of Trumpets.

## Filmografía seleccionada
- Summer Interlude (1951)
- Bom the Flyer (1952)
- Secrets of Women (1952)
- The Great Amateur (1958)
- Fanny and Alexander (1982)